# Laheküla (Saaremaa)
Laheküla is een plaats in de Estlandse gemeente Saaremaa, provincie Saaremaa. De plaats heeft de status van dorp (Estisch: küla) en telt 252 inwoners (2021).
Tot in december 2014 behoorde Laheküla tot de gemeente Kaarma, tot in oktober 2017 tot de gemeente Lääne-Saare en sindsdien tot de fusiegemeente Saaremaa. In de fusiegemeente lagen maar liefst drie andere dorpen die Laheküla heetten. Een ervan werd herdoopt in Allikalahe, een tweede in Tirbi, terwijl een derde Laheküla bij het buurdorp Maasi werd gevoegd.
Laheküla ligt ten noordwesten van Kuressaare, de hoofdplaats van de gemeente. Het dorp ontstond in de jaren twintig van de 20e eeuw op het voormalige landgoed van Kellamäe. Tussen 1977 en 1997 waren Laheküla en Unimäe één dorp onder de naam Kellamäe, terwijl Kellamäe deel uitmaakte van Irase. In 1997 werd de oude situatie hersteld.